# スリ・パハンFC
スリ・パハンFC（英: Sri Pahang Football Club、マレー語: Kelab Bola　Sepak Sri Pahang、略称SPFC）は、マレーシア・パハン州クアンタンを本拠とするサッカークラブである。マレーシア・プレミアリーグに所属する。2020年まではパハンFA (英: Pahang Football Association, マレー語: Persatuan Bolasepak Pahang）と称していた。

## 概要
1959年に創設された。
AFCチャンピオンズリーグの前身であるアジアクラブ選手権には、1988-89、1993-94、1995-96シーズンに参戦している。
本来のホームスタジアムはダルル・マクムール・スタジアムであるが、現在改修工事を行なっているため、改修工事期間中はテメルロー・ミニスタジアムをホームスタジアムとして公式試合を開催している。
2021年1月4日、SNS上で「スリ・パハンFC」への改称と新しいロゴ（クレスト）を発表した。

## 獲得タイトル

### 国内タイトル
- マレーシアサッカーリーグ：5回
  - 1987, 1992, 1995, 1997, 2004
- マレーシアカップ：4回
  - 1983, 1992, 2013, 2014
- マレーシアFAカップ：3回
  - 2006, 2014, 2018
- マレーシア・チャリティーシールド：3回
  - 1992, 1993, 2014

## 歴代監督
- キース・バーキンショー 1991
- Tajuddin Noor 1994-97, 2008-09
- Jorgen Erik Larsen 1997-98
- アラン・エドワード・デビッドソン 1999
- Fuzzeimi Ibrahim 1999-2000
- Ahmad Yunus Mohd Aliff 2001-03
- Zainal Abidin Hassan 2004-06, 2008
- Hajji Ahmad Yusof 2007
- Dollah Salleh 2009

## 歴代所属選手
- ピヤポン・ピウオン 1986-1989
- ファンディ・アマド 1991-1992
- アラン・エドワード・デビッドソン 1992-1996
- マシュー・ビングリー 2004
- ジョン・タンブーラス（英語版） 2006
- ゼッシュ・レーマン 2014-